# Колелас, Бернар
Бернар Бакана Колелас (фр. Bernard Bakana Kolélas; 12 июня 1933, Молоки, регион Пул, Французское Среднее Конго — 12 ноября 2009, Париж, Франция) — конголезский политический деятель, премьер-министр Конго в 1997 г.

## Биография
Получил образование в области медицины, психологии и социологии.
В 1958 г. примыкает к молодёжному крылу «Демократического союза защиты африканских интересов».
В 1961—1963 гг. после стажировки во Франции — генеральный директор МИД Конго.
В 1968 и в 1969 гг. — подвергается преследованию и арестам со стороны президента Мариана Нгуаби. Освобожден из заключения в 1975 г. Будучи вне государственного аппарата, он выживает, осуществляя скромную коммерческую деятельность.
В 1978 г. обвинен в подготовке государственного переворота против главы Конго Жоакима Йомби-Опанго. Однако, свергнувший Йомби-Опанго новый глава государства Дени Сассу-Нгессо аминиструет всех подозреваемых в заговоре, в том числе и Бернара Колеласа.
В 1982—1989 гг. живёт в родной деревне, отойдя от публичной политики.
В 1989 г. создает Конголезское движение за демократию и всеобщее развитие, которое играет ключевую роль при переходе страны в 1990 г. к многопартийной системе.
Выйдя во второй тур президентских выборов 1992 г. и набрав более трети голосов избирателей, Б. Колелас становится ведущим оппозиционным политиком Конго.
С 1994 происходит сближение Колеласа с президентом Паскалем Лиссубой, ряд представителей КДДИР получают министерские назначения.
В 1994—1997 гг. — мэр Браззавиля.
В сентябре-октябре 1997 г. — премьер-министр Конго.
Победа в военном конфликте осенью 1997 г. Дени Сассу-Нгессо вынуждает Колеласа к бегству из страны.
В 2000 г. конголезским судом заочно приговаривается к тюремному заключению за «военные преступления, изнасилования и произвольное заключение и секвестрацию в частных тюрьмах» во время гражданской войны.
В конце 2005 г. — амнистирован правительством Сассу-Нгессо, возвращается на родину.
В 2007 г. избирается в Сенат, а два его сына — в Национальное собрание Республики Конго.